# Baño de asiento

Detalles de un baño de asiento y un baño de vapor en Bathhouse Row en el Parque nacional Hot Springs, estado de Arkansas, Estados Unidos, circa 1933.

El baño de asiento es un baño de agua caliente o templada que se utiliza para propósitos curativos o de limpieza en donde el agua cubre solamente la cadera y los glúteos. Se asume que el efecto vasodilatador del agua caliente genera una mejor circulación y de esta manera previene la inflamación de tejidos y la formación de cicatrices luego de una operación.
Existe la creencia popular de utilizar un baño de agua fría en lugar de uno de agua caliente o tibia. Los estudios solo han mostrado los efectos analgésicos del baño de asiento con agua caliente.

## Estudios
El 2007 se realizó un estudio científico sobre el efecto de los baños de asiento con agua caliente en pacientes que habían recibido una esfinterotomía como tratamiento de una fisura anal. Se determinó en un ensayo clínico a 46 pacientes que el baño de asiento da alivio a la quemazón y genera una mejor satisfacción frente al grupo de control.

## Contraindicaciones, riesgos y precauciones
Si bien no existen efectos adversos en la práctica, en un estudio con 52 pacientes del 2006 dos de ellos mostraron eflorescencias en la piel perianal al finalizar la investigación.